# Алгебарски број
Алгебарски број је реалан број или комплексан број који може бити решење (корен) полиномне једначине 
{\displaystyle a_{n}x^{n}+a_{n-1}x^{n-1}+\ldots +a_{1}x+a_{0}\,=0}
чији коефиценти {\displaystyle a_{k}\in Q,k=0,\ldots ,n} су рационални бројеви и  {\displaystyle a_{n}\neq 0\,}. 
Реални бројеви који нису алгебарски зову се трансцендентни бројеви.